# 肯宁顿
肯宁顿（Kennington）是英国伦敦查令十字以南1.4英里（2.3）的一个地区，它位于兰贝斯区内，与南华克区接壤。1853年，它成为萨里郡圣玛丽教区的行政中心，1855年并入伦敦。
椭圆体育场、帝国战争博物馆和肯宁顿公园位于此地。

## 历史
此地在末日审判书中以“Chenintune”之名出现，1229年时叫做“Kenintone”，1263年叫做“Kenyngton”。其名来自古英语，意思是“Cēna（人名）的庄园”，但也可能是“王之地”或“王之镇” 。